# Петиоль

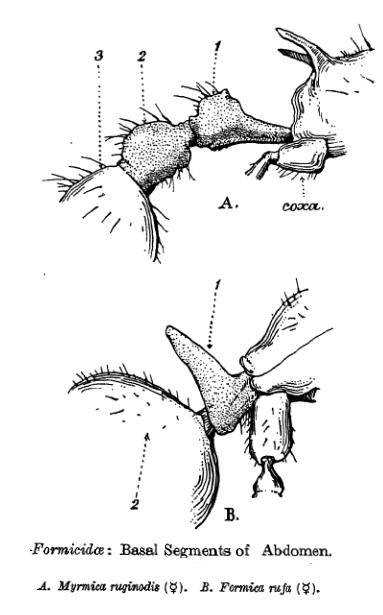
Сравнение двучленикового (A — Myrmica ruginodis) и одночленикового стебелька (B — Formica rufa) муравьёв. 1 — петиоль

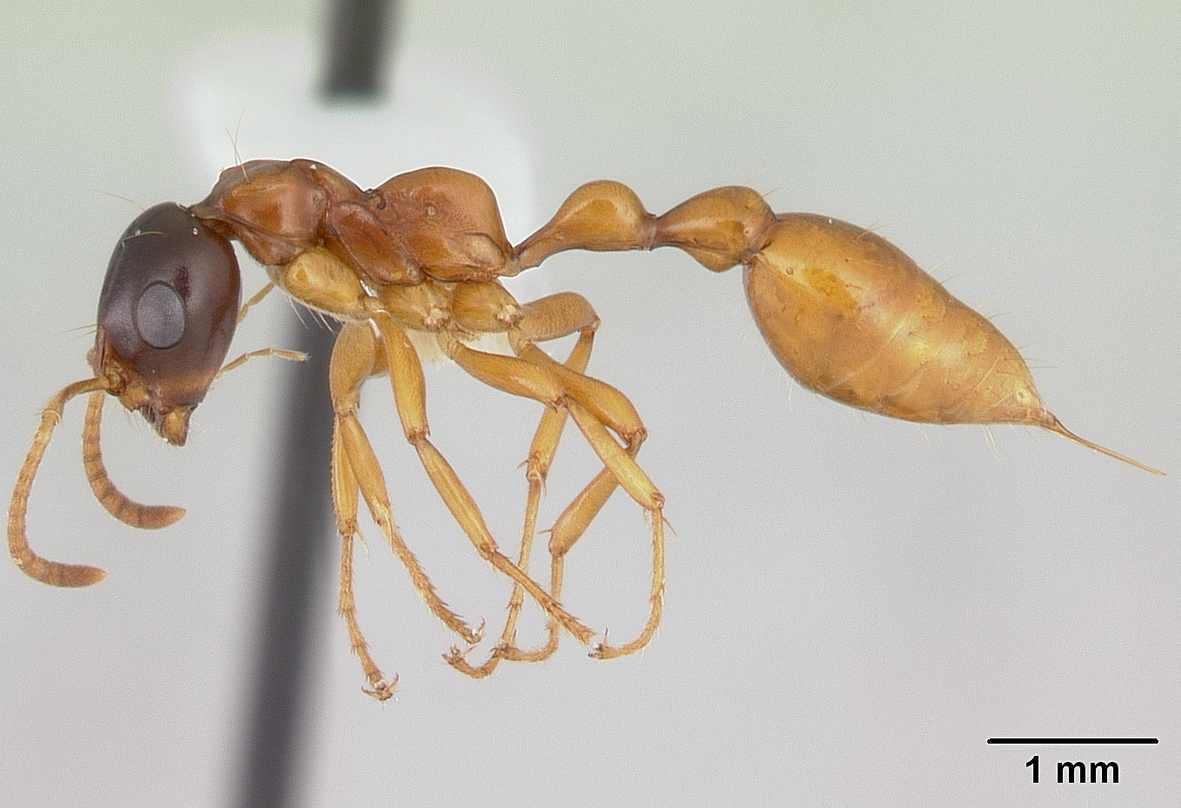
Муравей рода Tetraponera с двучлениковым стебельком

Петиоль (от лат. petiolus — ножка, черешок), стебелёк — особый сегмент метасомы насекомых, соединяющий брюшко с грудью. Благодаря узкому стебельку образуется «осиная талия», характерная для представителей подотряда Apocrita из отряда Hymenoptera. Часть метасомы позади стебелька называют брюшком.

## Описание
У муравьёв бывает двучлениковый (петиолюс + постпетиолюс) и одночлениковый (петиолюс — чешуйка) виды стебельков между грудью и брюшком. Количество члеников и форма стебелька очень важны для определения вида. Например, у муравьёв подсемейства Formicinae стебелёк одночлениковый, а у Myrmicinae — двучлениковый.
Важную роль в классификации надродовых таксонов муравьёв играет строение хельциума постпетиоля (helcium — пресклерит абдоминального сегмента III или постпетиоля), соединяющего его с петиолем.

## Галерея

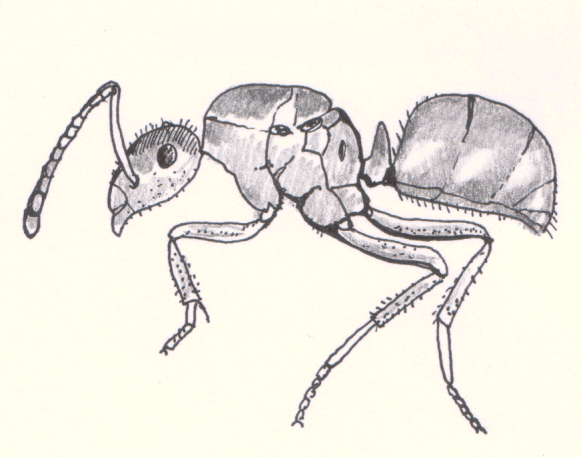
Одночлениковый стебелёк (петиолюс) у муравьёв-формицин
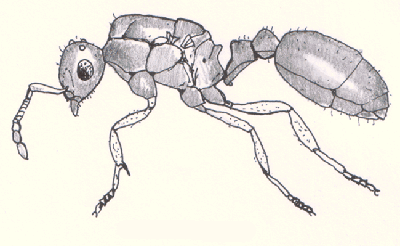
Двучлениковый стебелёк (петиолюс + постпетиолюс) у самки муравьёв-мирмицин
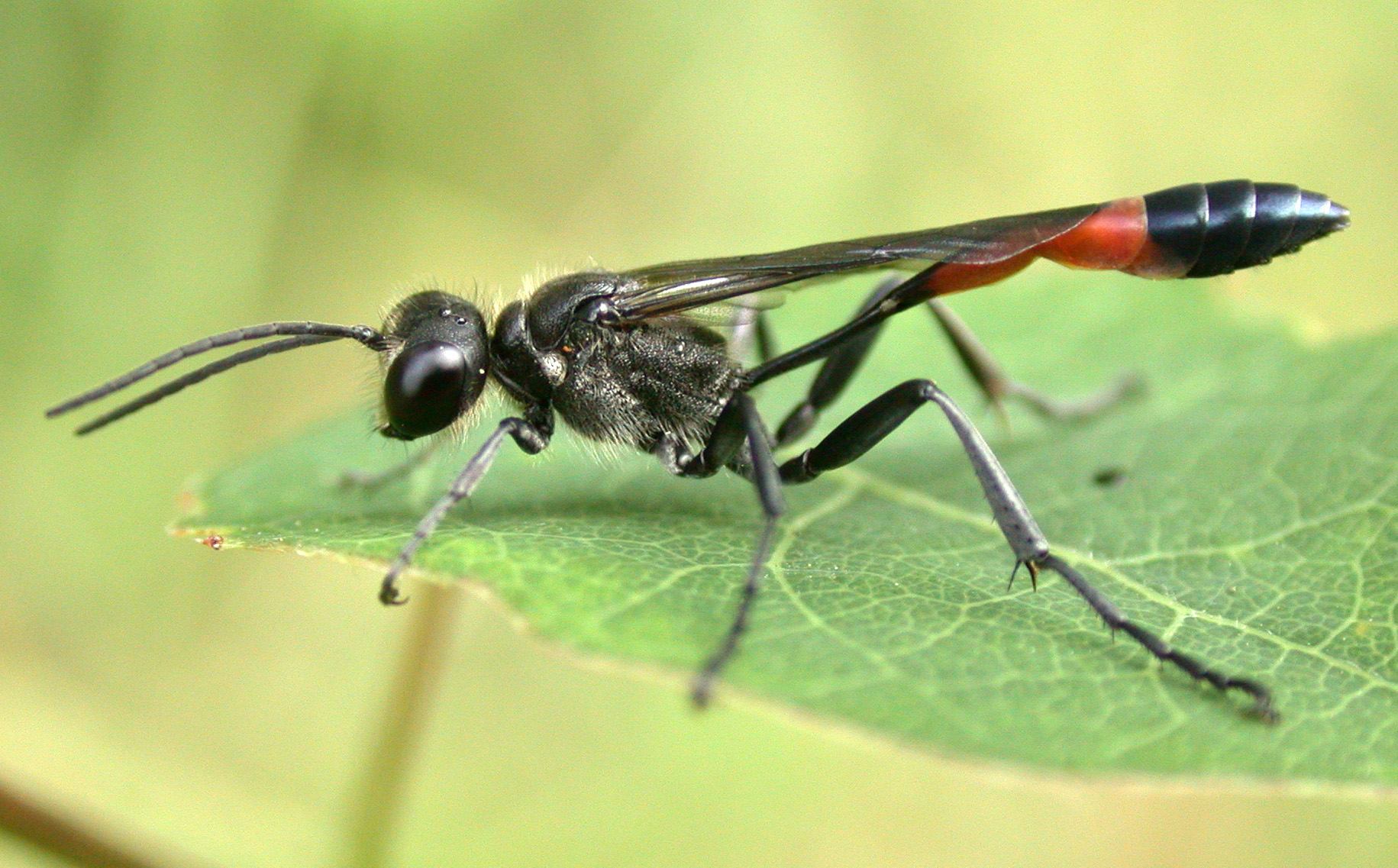
Осиная талия песчаной осы Ammophila sabulosa